# Melanie Keil
Melanie Keil (* 7. Mai 1994) ist eine deutsche Volleyballspielerin.

## Karriere
Keil begann ihre Karriere beim MTV Wolfenbüttel. Nachdem sie mit ihren Eltern in die Niederlande zog, spielte sie beim Kalinko Club Den Haag. Ab 2006 spielte sie die Jugendmeisterschaften für den SV Bad Laer zusammen mit Carina Aulenbrock. In den Spielzeiten 2011/12 und 2012/13 spielte sie die Jugendmeisterschaften zusammen mit Nele Barber bei der SG Rotation Prenzlauer Berg. 2009 wechselte die Mittelblockerin zum Nachwuchsteam VC Olympia Berlin. 2011 nahm sie mit der deutschen Junioren-Nationalmannschaft an der U18-Europameisterschaft in Ankara teil. Von 2010 bis 2013 spielte sie mit dem VC Olympia in der Bundesliga. Danach ging sie in die Vereinigten Staaten und spielte je zwei Jahre für die Nebraska Huskers und für die Florida State Seminoles.